# Chaumoux-Marcilly
Chaumoux-Marcilly település Franciaországban, Cher megyében. Lakosainak száma 84 fő (2022. január 1.). Chaumoux-Marcilly Couy, Étréchy, Gron, Lugny-Champagne és Sévry községekkel határos.

## Népesség
A település népessége az elmúlt években az alábbi módon változott:
| Lakosok száma | 157  | 92   | 112  | 103  | 100  | 99   | 95   | 90   | 88   | 84   |
|               | 1968 | 1982 | 1990 | 2006 | 2013 | 2015 | 2017 | 2019 | 2020 | 2022 |